# Fußball-Oberliga Berlin 1980/81
Die Fußball-Oberliga Berlin 1980/81 war die siebente Spielzeit der vom Verband Berliner Ballspielvereine durchgeführten Oberliga Berlin.
Meister wurde wie im Vorjahr der Berliner FC Preussen. Da die 2. Fußball-Bundesliga zur Saison 1981/82 von zwei auf eine Staffel reduziert wurde, gab es diesmal keine Aufsteiger dorthin. Demnach nahm der Meister lediglich an der Amateurmeisterschaft teil, in der die Mannschaft in der 1. Runde gegen den MTV Ingolstadt verlor.
Nachdem Tennis Borussia Berlin Zweitligist aus der Nord-Staffel, die Qualifikation zur eingleisigen 2. Bundesliga verpasste, musste neben Wacker 04 Berlin und Blau-Weiß 90 Berlin auch Rapide Wedding in die untergeordnete Landesliga absteigen. Im Gegenzug stiegen zur Folgesaison der SC Charlottenburg und Tasmania Neukölln auf.

## Abschlusstabelle
| Pl. | Verein                      | Sp. | S  | U  | N  | Tore    | Diff. | Punkte |
| --- | --------------------------- | --- | -- | -- | -- | ------- | ----- | ------ |
| 1.  | BFC Preussen (M/P)          | 30  | 20 | 5  | 5  | 074:260 | +48   | 45:15  |
| 2.  | Reinickendorfer Füchse      | 30  | 19 | 6  | 5  | 077:360 | +41   | 44:16  |
| 3.  | Neuköllner Sportfreunde (N) | 30  | 18 | 5  | 7  | 050:340 | +16   | 41:19  |
| 4.  | Hertha Zehlendorf           | 30  | 15 | 7  | 8  | 076:300 | +46   | 37:23  |
| 5.  | Traber FC Mariendorf        | 30  | 12 | 11 | 7  | 041:360 | +5    | 35:25  |
| 6.  | BFC Viktoria 1889           | 30  | 8  | 14 | 8  | 046:400 | +6    | 30:30  |
| 7.  | Hertha BSC Amateure         | 30  | 13 | 4  | 13 | 044:400 | +4    | 30:30  |
| 8.  | Lichterfelder SU            | 30  | 13 | 3  | 14 | 069:580 | +11   | 29:31  |
| 9.  | SC Gatow (N)                | 30  | 12 | 5  | 13 | 050:550 | −5    | 29:31  |
| 10. | Spandauer SV                | 30  | 9  | 9  | 12 | 045:570 | −12   | 27:33  |
| 11. | SC Westend 1901             | 30  | 9  | 8  | 13 | 041:470 | −6    | 26:34  |
| 12. | SC Union 06 Berlin          | 30  | 7  | 11 | 12 | 042:640 | −22   | 25:35  |
| 13. | Spandauer BC 06             | 30  | 8  | 8  | 14 | 034:620 | −28   | 24:36  |
| 14. | Rapide Wedding              | 30  | 8  | 7  | 15 | 031:480 | −17   | 23:37  |
| 15. | Wacker 04 Berlin            | 30  | 6  | 7  | 17 | 055:740 | −19   | 19:41  |
| 16. | Blau-Weiß 90 Berlin         | 30  | 6  | 4  | 20 | 031:990 | −68   | 16:44  |

| (M) | Meister 1979/80                       |
| (P) | Pokalsieger 1979/80                   |
| (N) | Aufsteiger aus der Landesliga 1979/80 |

## Kreuztabelle
Die Kreuztabelle stellt die Ergebnisse aller Spiele dieser Saison dar. Die Heimmannschaft ist in der linken Spalte aufgelistet und die Gastmannschaft in der obersten Reihe.
| Oberliga Berlin 24. August 1980 – 9. Mai 1981 | Oberliga Berlin 24. August 1980 – 9. Mai 1981 | BFC Preussen | Reinickendorfer Füchse | Neuköllner Sportfreunde | Hertha Zehlendorf | Traber FC Mariendorf | BFC Viktoria 1889 | Hertha BSC Amateure | Lichterfelder SU | SC Gatow | Spandauer SV | SC Westend 1901 | SC Union 06 Berlin | Spandauer BC 06 | Rapide Wedding | Wacker 04 Berlin | Blau-Weiß 90 Berlin |
| --------------------------------------------- | --------------------------------------------- | ------------ | ---------------------- | ----------------------- | ----------------- | -------------------- | ----------------- | ------------------- | ---------------- | -------- | ------------ | --------------- | ------------------ | --------------- | -------------- | ---------------- | ------------------- |
| 01.                                           | BFC Preussen                                  |              | 1:2                    | 1:2                     | 3:0               | 1:3                  | 1:0               | 1:0                 | 2:2              | 6:0      | 1:1          | 2:1             | 3:0                | 2:0             | 4:0            | 3:2              | 3:0                 |
| 02.                                           | Reinickendorfer Füchse                        | 1:1          |                        | 2:2                     | 1:2               | 1:2                  | 3:1               | 2:0                 | 4:3              | 2:1      | 2:0          | 3:0             | 0:2                | 6:0             | 2:0            | 6:2              | 4:0                 |
| 03.                                           | Neuköllner Sportfreunde                       | 4:2          | 1:3                    |                         | 3:3               | 2:1                  | 1:1               | 0:2                 | 2:0              | 2:0      | 3:0          | 1:0             | 1:1                | 3:1             | 1:0            | 0:1              | 2:1                 |
| 04.                                           | Hertha Zehlendorf                             | 0:1          | 1:0                    | 0:1                     |                   | 1:1                  | 1:1               | 2:0                 | 5:1              | 2:0      | 0:0          | 2:0             | 6:1                | 3:0             | 5:0            | 5:0              | 10:0                |
| 05.                                           | Traber FC Mariendorf                          | 0:1          | 3:3                    | 0:2                     | 1:0               |                      | 2:1               | 1:1                 | 1:0              | 0:5      | 2:1          | 2:1             | 2:2                | 1:2             | 1:1            | 2:1              | 4:0                 |
| 06.                                           | BFC Viktoria 1889                             | 0:0          | 2:2                    | 0:2                     | 2:4               | 1:1                  |                   | 0:1                 | 2:1              | 2:2      | 0:0          | 2:0             | 1:1                | 1:1             | 2:0            | 2:2              | 8:1                 |
| 07.                                           | Hertha BSC Amateure                           | 0:5          | 0:2                    | 0:1                     | 2:1               | 2:0                  | 0:3               |                     | 0:1              | 7:0      | 1:0          | 3:0             | 1:1                | 3:0             | 0:0            | 3:1              | 1:2                 |
| 08.                                           | Lichterfelder SU                              | 0:3          | 2:3                    | 3:2                     | 2:1               | 2:4                  | 5:0               | 2:0                 |                  | 5:2      | 5:2          | 1:0             | 2:2                | 1:2             | 3:1            | 5:1              | 8:0                 |
| 09.                                           | SC Gatow                                      | 0:2          | 1:3                    | 3:1                     | 1:0               | 2:0                  | 2:2               | 3:0                 | 2:1              |          | 3:3          | 2:1             | 0:1                | 3:1             | 0:1            | 3:2              | 4:0                 |
| 10.                                           | Spandauer SV                                  | 0:4          | 1:1                    | 3:3                     | 1:3               | 0:0                  | 3:0               | 3:2                 | 3:2              | 2:5      |              | 0:1             | 1:3                | 4:1             | 0:4            | 2:1              | 2:1                 |
| 11.                                           | SC Westend 1901                               | 3:1          | 0:5                    | 4:1                     | 2:1               | 1:1                  | 1:1               | 2:2                 | 1:3              | 1:1      | 0:4          |                 | 4:0                | 1:1             | 0:0            | 5:1              | 2:4                 |
| 12.                                           | SC Union 06 Berlin                            | 1:2          | 1:6                    | 0:1                     | 0:0               | 0:3                  | 0:0               | 1:5                 | 2:2              | 3:1      | 6:3          | 1:1             |                    | 1:0             | 1:2            | 1:1              | 1:5                 |
| 13.                                           | Spandauer BC 06                               | 1:4          | 2:1                    | 0:1                     | 2:7               | 0:0                  | 0:2               | 4:1                 | 2:1              | 1:0      | 1:3          | 2:2             | 2:2                |                 | 3:1            | 0:0              | 1:1                 |
| 14.                                           | Rapide Wedding                                | 2:2          | 1:2                    | 1:3                     | 1:1               | 0:1                  | 2:2               | 0:1                 | 2:0              | 1:0      | 0:1          | 0:3             | 3:0                | 1:1             |                | 2:5              | 2:0                 |
| 15.                                           | Wacker 04 Berlin                              | 1:4          | 3:4                    | 0:2                     | 3:3               | 1:1                  | 0:3               | 1:2                 | 6:3              | 2:2      | 1:1          | 0:1             | 3:5                | 5:1             | 1:2            |                  | 5:0                 |
| 16.                                           | Blau-Weiß 90 Berlin                           | 0:8          | 1:1                    | 1:0                     | 0:7               | 1:1                  | 1:4               | 1:4                 | 1:3              | 1:2      | 1:1          | 0:3             | 3:2                | 1:2             | 3:1            | 1:3              |                     |

## Torschützenliste
|    | Spieler          | Verein                  | Tore |
| -- | ---------------- | ----------------------- | ---- |
| 1. | Frank Dietrich   | Reinickendorfer Füchse  | 22   |
| 2. | Michael Ziegler  | BFC Preussen            | 21   |
| 3. | Bernd Hewelcke   | Lichterfelder SU        | 16   |
| 3. | Jürgen Sander    | SC Westend 1901         | 16   |
| 5. | Rainer Schure    | Neuköllner Sportfreunde | 15   |
| 5. | Frank Rufft      | Wacker 04 Berlin        | 15   |
| 5. | Harald Käpernick | Hertha Zehlendorf       | 15   |

## Zuschauer
In 240 Spielen kamen 54.449 Zuschauer (ø 227 pro Spiel) in die Stadien.
Größte Zuschauerkulisse
1.321 Reinickendorfer Füchse – BFC Preussen (28. Spieltag)
Niedrigste Zuschauerkulisse
32 SC Union 06 Berlin – Spandauer BC 06 (16. Spieltag)
32 BFC Viktoria 1889 – Rapide Wedding (18. Spieltag)
| Verein                   | Gesamt  | {\displaystyle \varnothing } | Heim  | {\displaystyle \varnothing } | Ausw. | {\displaystyle \varnothing } |
| ------------------------ | ------- | ---------------------------- | ----- | ---------------------------- | ----- | ---------------------------- |
| BFC Preussen             | 10.8310 | 361                          | 6.108 | 407                          | 4.723 | 315                          |
| Reinickendorfer Füchse   | 10.1960 | 340                          | 5.453 | 364                          | 4.743 | 316                          |
| Neuköllner Sportsfreunde | 5.630   | 188                          | 2.416 | 161                          | 3.214 | 214                          |
| Hertha Zehlendorf        | 9.128   | 304                          | 3.755 | 250                          | 5.373 | 358                          |
| Traber FC Mariendorf     | 5.827   | 194                          | 2.726 | 182                          | 3.101 | 207                          |
| BFC Viktoria 1889        | 4.645   | 155                          | 1.894 | 126                          | 2.751 | 183                          |
| Hertha BSC Amateure      | 5.967   | 199                          | 2.940 | 196                          | 3.027 | 202                          |
| Lichterfelder SU         | 4.676   | 156                          | 1.880 | 125                          | 2.796 | 186                          |
| SC Gatow                 | 6.609   | 220                          | 3.419 | 228                          | 3.190 | 213                          |
| Spandauer SV             | 9.824   | 327                          | 5.761 | 384                          | 4.063 | 271                          |
| SC Westend 1901          | 4.945   | 165                          | 2.371 | 158                          | 2.574 | 172                          |
| SC Union 06 Berlin       | 4.064   | 135                          | 1.213 | 081                          | 2.851 | 190                          |
| Spandauer BC 06          | 10.5750 | 353                          | 6.968 | 465                          | 3.607 | 240                          |
| Rapide Wedding           | 5.976   | 199                          | 3.200 | 213                          | 2.776 | 185                          |
| Wacker 04 Berlin         | 5.521   | 184                          | 2.310 | 154                          | 3.211 | 214                          |
| Blau-Weiß 90 Berlin      | 4.484   | 149                          | 2.035 | 136                          | 2.449 | 163                          |

## Berliner-Meister
| 1.                    | BFC Preussen |
| Logo vom BFC Preussen | Michael Redmann (29 Spiele / Tore –) in der Oberliga Jörg Herrmann (29/3) Andreas Stein (29/–) , Bernd Fetkenheuer (27/5), Christian Hoppe (22/1) Manfred Gajewski (29/3), Michael Zimmer (29/7), Rainer Liedtke (26/13), Wilhelm Piek (26/4) Michael Fiedler (30/11), Michael Ziegler (28/21) Trainer: Wolfgang Przesdzing |
| Logo vom BFC Preussen | außerdem: Ulrich Klass (Tor 1/–); Gerald Scheunemann (17/–); Erwin Borchardt (23/1); Lutz Vogel (13/1), Stephan Koziol (10/1), Rainer Kreutzer (6/–) dazu je ein Eigentor von Rufft (Wacker 04 Berlin), Manka (Rapide Wedding) und El Khanji (BW 90 Berlin)                                                                 |